# Tyrrell 001
Chronologie des modèles (1970 - 1971)
Aucun Tyrrell 002
La Tyrrell 001 est la monoplace de Formule 1 engagée par l'écurie Tyrrell Racing lors de quatre courses en championnat du monde de Formule 1 1970 et une en 1971. Elle est pilotée par Jackie Stewart en 1970 et Peter Revson en 1971.

## Historique

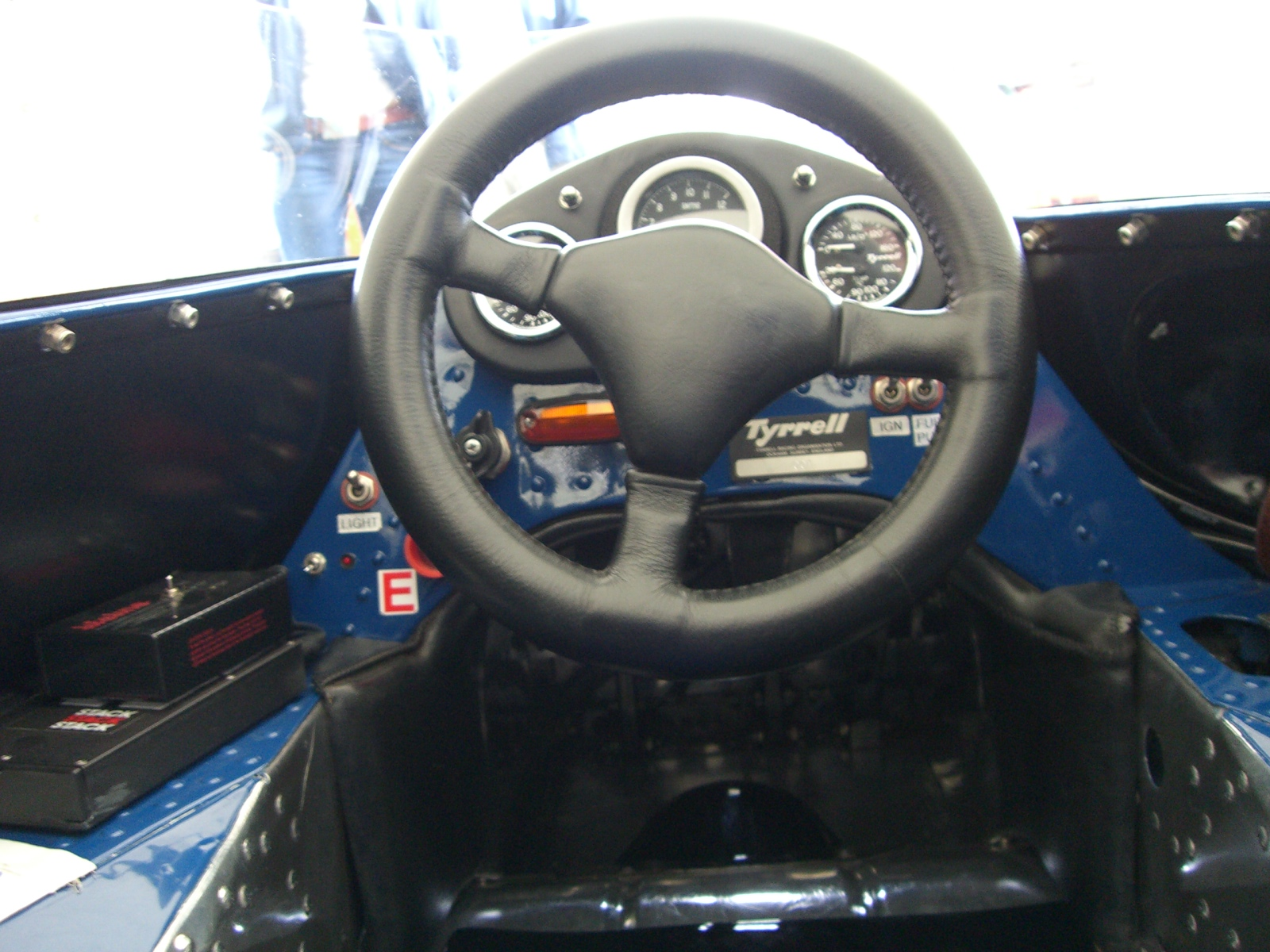
Le cockpit de la Tyrrell 001.

En 1970, Jackie Stewart dispute quatre courses au volant de la Tyrrell 001. Lors de son premier Grand Prix, au Canada, sur le circuit de Mont-Tremblant, il signe la pole position mais abandonne à cause d'un problème de transmission.
Lors du Grand Prix des États-Unis, Stewart part deuxième mais abandonne une nouvelle fois, à cause d'une fuite d'huile. Au Mexique, il part à nouveau deuxième mais il est victime d'un accident.
Enfin, lors du Grand Prix d'Afrique du Sud, il part en pole position et se classe deuxième de la course derrière Mario Andretti et devant Clay Regazzoni.
En 1971, Peter Revson participe au Grand Prix des États-Unis. Il se qualifie en dix-neuvième position et abandonne sur un problème d'embrayage.